# Егилмар I (Олденбург)
Егилмар I (на немски: Egilmar I, Egelmar, Engilmar, Eilmar, * ок. 1040, † пр. 1112) е първият граф на Олденбург от ок. 1101 до 1108 г., основател на Дом Олденбург. Той е прародител по мъжка линия на руския император Петър III, също на датската кралица Маргрете II, на норвежкия крал Харалд V и на Уелския принц Чарлз.

## Биография
Егилмар е вероятно племенник и наследник на Хуно, граф в Растреде, споменат през 1059 г. Фамилията му е родом от Оснабрюк, където имали владения в Леригау и Хазегау.
За пръв път Егилмар е споменат като свидетел в документ на архиепископ Лимар от Хамбург-Бремен през 1091 г.
Благодарение на брака му с Рихенза, Егилмар I придобива територии източно от Везер. Град Олденбург за пръв път се споменава като негово владение през 1108 година.

## Фамилия
Егилмар I се жени за Рихенза, дъщеря на Деди или Дедо фон Дитмаршен (или пфалцграфа на Саксония Деди фон Гозек, който е убит през 1056) и на Ида фон Елсдорф, която е омъжена три пъти. Рихенза е вероятно племенница на архиепископ Адалберт фон Бремен (1043 – 1072). Те имат три деца:
- Егилмар II († 1142), граф на Олденбург
- Христиан († 1153)
- Гертруда